# Antoni Franosz
Antoni Franosz (ur. 9 lutego 1928 w Zabrzu – zm. w październiku 2010) był polskim piłkarzem występującym na pozycji obrońcy. 

## Kariera
Był wychowankiem Preußen Hindenburg, w którym występował do 1944 roku. Od 1945 do 1948 roku reprezentował barwy Pogoni Zabrze. W 1948 trafił do Górnika Zabrze, z którym zdobył później trzy tytuły mistrza Polski. W barwach tego klubu rozegrał 129 spotkań i zdobył 3 gole. Był także kapitanem klubu aż do czasu, gdy opaskę po nim przejął Marian Olejnik. Po zakończeniu kariery piłkarskiej zajął się pracą szkoleniową i był zatrudniony w takich klubach jak Górnik Zabrze, Pogoń Zabrze, Gazobudowa Zabrze i Czarni Pyskowice. W stanie wojennym wyjechał do Niemiec i osiadł na stałe w Kolonii. Po wylewie krwi do mózgu został częściowo sparaliżowany. Zmarł w 2010 roku w wieku 82 lat.

## Sukcesy

### Górnik Zabrze
I liga
Mistrzostwo (3): 1957, 1959, 1961